# 502 (số)
502 (năm trăm linh hai) là một số tự nhiên ngay sau 501 và ngay trước 503.